# Manuel Blanco Encalada
Manuel José Blanco y Calvo de Encalada (21. dubna 1790 Buenos Aires – 5. září 1876 Santiago) byl viceadmirál Chilského námořnictva, politická osobnost, první prezident Chile.

## Životopis
Narodil se 	21. dubna 1790 v Buenos Aires. Blanco Encalada byl synem Španěla Manuela Lorenza Blanca Ciceróna a chilské Mercedes Calvo de Encalada y Recabarren. Byl vycvičen pro námořnictvo ve Španělsku. Později, během chilské války za nezávislost, se připojil k chilským silám, kde sloužil s vyznamenáním pod lordem Cochranem a povýšil ho na viceadmirála a velitele chilských sil v roce 1825, kdy se podílel na dobytí Chiloé. V následujícím roce jej kongres zvolil do nově zřízené funkce prezidenta republiky. Brzy měl několik bojů s Kongresem, který se snažil zavést federalistický systém, a během dvou měsíců odstoupil.
Později se zapojil do válek proti peruánsko-bolivijské konfederaci a španělsko-jihoamerické válce (1865–1866). Po válce se stal guvernérem Valparaíso a ministrem Francie. Byl také aktivním zednářem. Blanco Encalada zemřel v Santiagu de Chile ve věku 86 let.

## Kabinet
| Kabinet Blanca Enclada            | Kabinet Blanca Enclada  | Kabinet Blanca Enclada    |
| Titul                             | Jméno                   | Období                    |
| --------------------------------- | ----------------------- | ------------------------- |
| Prezident                         | Manuel Blanco Encalada  | 9. července–9. září 1826  |
| Ministr vlády a zahraničních věcí | Ventura Blanco Encalada | 8. března–20. října 1826  |
| Ministr války a námořnictva       | José María Novoa        | 8. března–21. června 1826 |
| Ministr války a námořnictva       | Tomás Obejero           | 21. června–26. září 1826  |
| Ministr financí                   | Manuel José Gandarillas | 8. března–12. září 1826   |